# 呂偉程
呂偉程（1944年11月6日—），加拿大政治人物，2009年-2019年間擔任加拿大國會上議院議員。在此之前他從1991年至2009年間先後以卑詩社會信用黨、卑詩改革黨和卑詩自由黨黨員身份擔任卑詩省議會和平河北選區議員，並曾在省長金寶爾內閣中出任能源、礦務及石油資源廳長。

## 生平
呂偉程生於亞伯達省萊斯布里奇，從該市一孤兒院獲其父母收養，在該省格拉西雷克和卑詩省聖約翰堡成長。他曾任貨櫃車司機，後則在湯普金斯承判公司（Tompkins Contracting）出任區域經理。他從1978年-81年間任職納爾遜堡地區議員，1981年-86年間則任該鎮長官。
他於1991年卑詩省省選代表卑詩社會信用黨競逐省議會和平河北選區議席，以54.79%得票（5758票）首度當選該區省議員。他是社信黨在該屆省選後僅餘的七名省議員之一；原為執政黨的社信黨經此一役後元氣大傷並面臨瓦解，呂偉程亦於1994年3月轉投卑詩改革黨。
1996年省選，他代表改革黨在和平河北選區贏取5299票（48.41%得票）而連任省議員，連同黨魁韋斯伯格共同成為省議會內僅有的兩名改革黨議員。漢尼於1997年8月取代韋斯伯格出任改革黨黨魁；呂偉程與漢尼不咬弦而於同年10月退出改革黨並轉投卑詩自由黨，此後出任官方反對黨能源、礦務及北部發展評議員。
呂偉程於2001年省選以73.22%得票（6629票）連任和平河北選區議員。自由黨贏取該屆省選上台執政，呂偉程亦於同年6月獲省長金寶爾任命為能源及礦務廳長。2005年省選他以59.37%得票（5498票）再度連任並在金寶爾內閣中留任廳長，職銜改為能源、礦務及石油資源廳長。
2008年12月22日，總理哈珀宣布任命呂偉程為國會上議院議員。呂偉程於2009年1月2日就任上議員，以聯邦保守黨黨員身份在上議院議政，同月19日正式辭去省議員和廳長職務。他任職上議員期間曾任多個委員會成員，包括出任上議院全國財政常務委員會副主席，以及上議院能源、環境及天然資源常務委員會主席。他於2019年11月6日達致75歲，亦即憲法所定之上議員強制退休年齡，隨之卸任。
他與妻子蒙坦娜（Montana Currie）育有四名子女。